# Anticomopsis longicaudata
Anticomopsis longicaudata is een rondwormensoort uit de familie van de Anticomidae.